# Новоіванівка (Апостолівська міська громада)
Новоіва́нівка — село в Україні, в Апостолівській міській територіальній громаді Криворізького району Дніпропетровської області.
Населення — 505 мешканців.

## Географія
Село Новоіванівка знаходиться між річками Базавлук і Базавлучок (2-3 км). На півдні межує з селом Слов'янка, на півночі з селом Петропавлівка та на заході з селом Тарасо-Григорівка.

## Історія
Утворене 1928 злиттям північного села Запорізьке й південного села Іванівка, що були утворені переселенцями з села Кам'янка 1921 року. У 1929-30 роках створений колгосп «Новий шлях».

## Населення
Згідно з переписом УРСР 1989 року чисельність наявного населення села становила 524 особи, з яких 250 чоловіків та 274 жінки.
За переписом населення України 2001 року в селі мешкали 504 особи.

### Мова
Розподіл населення за рідною мовою за даними перепису 2001 року:
| Мова       | Відсоток |
| ---------- | -------- |
| українська | 98,02 %  |
| російська  | 1,78 %   |
| інші       | 0,20 %   |

## Економіка
- Молочно-товарна ферма.
- ТОВ «Агрофірма Петрове».

## Об'єкти соціальної сфери
- Школа.

## Релігія
В селі знаходиться Храм Святого великомученика Георгія Переможця (вул. Центральна, 70).